# Pete Dunne
Peter England (Birmingham, 9 de novembro de 1993) é um lutador e promotor de luta livre profissional inglês. Ele atualmente trabalha para o WWE SmackDown atuando sob o nome de Pete Dunne. Peter é ex campeão do Reino Unido no circuito independente europeu e americano.

## Na luta profissional
- Movimentos de finalização
  - Bitter End (WWE) / DT3 / Drop Dead! (Circuito independente) (Pumphandle lift em um reverse STO)[5]
  - Tiger suplex[1]
- Movimentos secundários
  - Crash Landing (Circuito independente) / X-Plex (WWE) (Rolling release suplex)[6]
  - Cutter[1]
  - Double foot stomp[1]
  - Go 2 Europe (Fireman's carry em um pop-up European uppercut)
  - Jackknife powerbomb[7]
  - Kneeling reverse piledriver
  - Michinoku Driver II[1]
  - Superkick
- Alcunhas
  - "Bruiserweight"[2]
  - "Dynamite"[2]
  - "YxB - Young and Bitter"[2]
  - "Perfect"[2]
  - "Pop Punk"[2]
- Temas de entrada
  - "Can You Feel My Heart" por Bring Me the Horizon[8]
  - "St. James Infirmary Blues" por The White Stripes (como parte do British Strong Style)
  - "Love Is Blindness" por Jack White (como parte do British Strong Style)
  - "The Hessian" por Vallenbrosa (Revolution Pro Wrestling)
  - "Young & Bitter" por Hot Tag - Media Works (WCPW/WWE)[9][10]

## Campeonatos e prêmios
- 4 Front Wrestling
  - 4FW Junior Heavyweight Championship (1 vez)[11]
- Alternative Wrestling World
  - AWW British Tag Team Championship (1 vez) – com Damian Dunne[12]
- Attack! Pro Wrestling
  - Attack! 24/7 Championship (5 vezes)[13]
  - Elder Stein Invitational (2012)[14]
- Fight Club:Pro 
  - Fight Club:Pro Championship (1 vez)[15]
  - Infinity Trophy (2015)[16]
- Kamikaze Pro
  - Relentless Division Championship (1 vez)[17]
- Over The Top Wrestling
  - OTT No Limits Championship (2 vezes)[18]
- Pro Wrestling Kingdom
  - Pro Wrestling Kingdom Championship (1 vez)[19]
- Progress Wrestling
  - Progress World Championship (1 vez, atual)[20]
  - Progress Tag Team Championship (1 vez) – com Trent Seven[21]
- Revolution Pro Wrestling
  - RPW British Cruiserweight Championship (1 vez)[22]
  - British Cruiserweight Title Tournament (2016)[23]
- Southside Wrestling Entertainment
  - Young Tigers Cup (2015)[24]
- VII Pro Wrestling 
  - VII Pro Championship (1 vez)[25]
  - VII Trifecta Trophy Tournament[26]
- Westside Xtreme Wrestling
  - wXw Shotgun Championship (1 vez)[27]
- WWE
  - WWE United Kingdom Championship (1 vez)
  - NXT Tag Team Championship (Junto a Matthew riddle)

### Recorde na Luchas de Apuestas
| Vencedor (aposta) | Perdedor (aposta)   | Local            | Evento             | Data            | Notas |
| ----------------- | ------------------- | ---------------- | ------------------ | --------------- | ----- |
| Helix (cabelo)    | Tiger Kid (máscara) | Kent, Inglaterra | Riot Act Wrestling | Janeiro de 2010 |       |